# Calle Rasmusson
Carl-Johan "Calle" Rasmusson, född 21 mars 1978 och uppvuxen i Halmstad, är en jazzmusiker. Efter studier på Halmstads kulturskola och improvisationslinjen på Skurups folkhögskola, fullföljde han och avslutade sina studier på musikhögskolan i Stockholm där han utexaminerades 2004. Rasmusson bor numera i Sollentuna.
Han verkar nu som trumslagare, kompositör, arrangör, orkesterledare och producent.

## Verksamhet som trumslagare
Han har spelat med storheter som Magnus Lindgren, Rigmor Gustafsson, Radiojazzgruppen, Jojje Wadenius, EBU Jazz Orchestra, Margareta Bengtson och Christina Gustafsson m.fl.

## Verksamhet som orkesterledare
År 2015 lanserade Rasmusson ROOTS-projektet (initierat av länsmusiken i Halland) där han samlat 10 jazzmusiker med anknytning till Halland. 10-mannabandet turnerade under året med kompositioner och arrangemang av Rasmusson.  Roots-projektet gav 2 konserter under Jazzfesten i Halmstad 2018, varvid Sveriges Radio, P2, spelade in den första konserten. Musiken från ROOTS- projektet och från The Orchestra Project  har legat till grund för Rasmussons första egna album: One, 2017.
För The Orchestra Project har tanken utgått från att kombinera friheten hos en pianojazztrio med en större orkesters klangrikedom. The Orchestra Project baseras på en trio med pianisten Adam Forkelid och basisten Kristian Lind. Rasmusson skrev arrangemang och ny musik för kammarorkester (DalaSinfoniettan) som överlagras pianojazztrions musik.

## Utmärkelser
- Konstnärsnämndens arbetsstipendium - komponist - 2018[2]
- STIM-Stipendium 2017[3]
- Stiftelsen RABIOKA Stipendium - 2015[4]
- Faschings vänners stipendium till en ung lovande jazzmusiker - 2005[5]
- Ronnie Gardiner Drum Award - för trumslagare som förtjänar större uppmärksamhet - 2004[6]
- STIM-Stipendium 2004[7]

## Diskografi
Inspelningar under eget namn
- 2017 One Prophone Records/Naxos

Inspelningar med andra musiker där Rasmussion haft roller som kompositör, arrangör, trumslagare, slagverkare eller producent
- 2005 Emily McEwan - Love Song,  EMI/Capitol, Singel ( trumslagare)
- 2006 Margareta Bengtson - I'm Old Fashioned, Spice Of Life PBCM-61020 ( trumslagare och arrangör)
- 2006 Emily McEwan - Highland Fling, EMI/Capitol (trumslagare, slagverkare)
- 2006 Mathias Algotsson Trio - Young And Foolish, Spice Of Life SOL SV-0001 (trumslagare)
- 2006 Jazz Experience - Jazz Indeed  (med  Stig Söderqvist och Bernt Rosengren), Zentens Music (trumslagare)
- 2006 Composers Big Fun, Phono Suecia PSCD 166 (trumslagare, slagverkare)
- 2007 Christina Gustafsson - Moments Free, Prophone PCD 086 (trumslagare)
- 2008 Young, Shy & Handsome - YS&H, D-Disk CD-101 (trumslagare, slagverkare)
- 2009 Per Thornberg Quartet - Live at GMC, TMP-CD007 (trumslagare)
- 2009 Anita Meyer - Teats Go By (med Metropole Orkest), T2 Entertainment (arrangör)
- 2009 Margareta Bengtson - En Gång I Stockholm, MargArts/Bonnier MA003 (trumslagare)
- 2009 Christina Gustafsson - My Move, Prophone PCD 099 (trumslagare, slagverkare)
- 2009 Margareta Bengtson - Where The Midnight Sun Never Sets, Spice Of Life SOL MB-0001 (trumslagare)
- 2009 Mathias Algotsson Trio - New Traditions, Inside Music IMCCD001 (trumslagare, slagverkare, producent)
- 2010 Los Angeles The Voices - Los Angeles, Sony BMG  (arrangör, slagverkare)
- 2010 Mathias Algotsson Trio - & Friends, Inside Music IMCCD003 (trumslagare, slagverkare, producent)
- 2010 Emily McEwan Highland Fling - In This Place, Inside Music IMCCD002 (trumslagare, slagverkare)
- 2011 Per Thornberg - Guidelines, TMP CD-009  (trumslagare)
- 2011 Los Angeles The Voices - Special Edition, Sony (arrangör)
- 2011 Los Angeles The Voices II - Because We Believe, Sony Music (arrangör)
- 2011 Fanny Kempe - Vad Stenar Behöver, FK04 (slagvisare)
- 2012 Lisa Werlinder & Magnus Carlson - Tycka Om Mig, Cosmos Music Group, Singel (trumslagare, slagverkare)
- 2012 Michael Kiwanuka - Home Again (med Metropole Orkest), Polydor (arrangör)
- 2012 Christina Gustafsson - The Law Of The Lady, Prophone (trumslagare, arrangör, producent)
- 2013 Edsilia Rombley - Sweet Soul Music (med Metropole Orkest), DEMP Music (arrangör)
- 2013 Pablo Ziegler & Metropole Orkest - Amsterdam Meets New Tango, ZOHO Music ZM 201307 (arrangör)
- 2013 Sabrina Starke - Lean On Me (med Metropole Orkest), 8Ball Music 746661 (arrangör)
- 2014 Rigmor Gustafsson - When You Make Me Smile  (med DalaSinfoniettian), ACT 9728-2 (arrangör, slagverk, musikalisk handledare)
- 2014 Tommy Körberg - Tommys Jul, Metronome Records/Mollsju AB (arrangör)
- 2014 Tommy Körberg - Min Jul Med Jack, Metronome Records/Mollsju AB, Singel (arrangör)
- 2015 Stockholm Voices - Come Rain Or Come Shine, Do Music Records  (trumslagare)
- 2016 Mike Del Ferro & Metropole Orkest - Italian Opera Meets Jazz, Challenge Records, CR 73428 (arrangör)
- 2017 Jonas Holmberg - Ny Standard, Joho! Musik JH003 (trumslagare, slagverkare, medproducent)
- 2017 Cras & KLiJN - Nimbus, Carpe Diem, Naxos (medkompositör, medproducent)
- 2018 Cras & KLiJN - Quievi, Carpe Diem, Naxos (medkompositör, medproducent)
- 2018 Seinabo Sey - Breathe, Universal Music (körarrangör)
- 2018 Cras & KLiJN - ASATO MA SAD, Carpe Diem, Naxos (medkompositör, medproducent)
- 2018 Soundscape Orchestra - Khumbu, Do Music Records DMRCD/LP 059-1 (trumslagare)
- 2018 Cras & KLiJN - SUMMER LEAVES, Carpe Diem, Naxos (medkompositör, medproducent)